# 市松人形

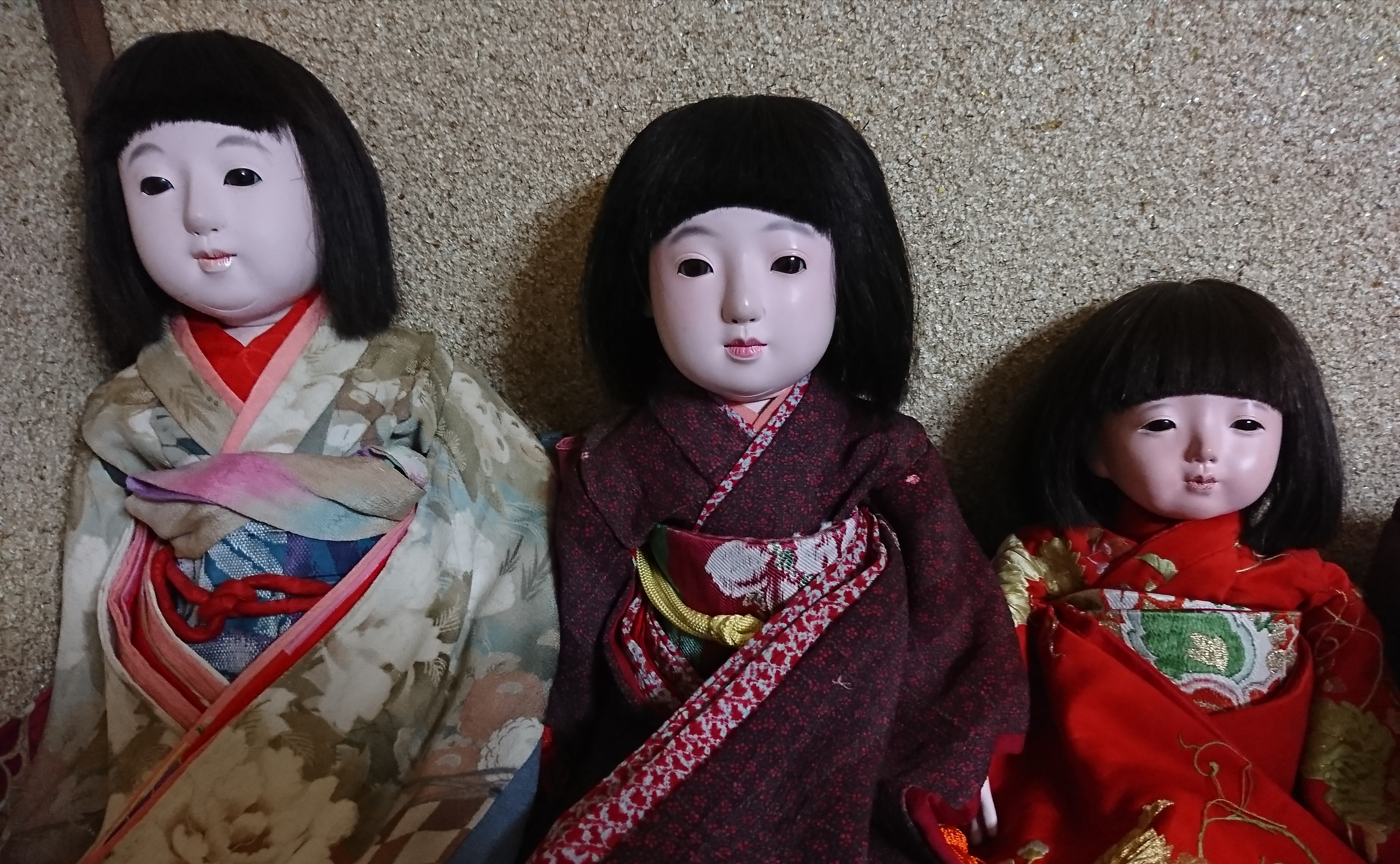
左から大正期の桂月、昭和初期の光龍斎、平成の工房朋の市松人形。

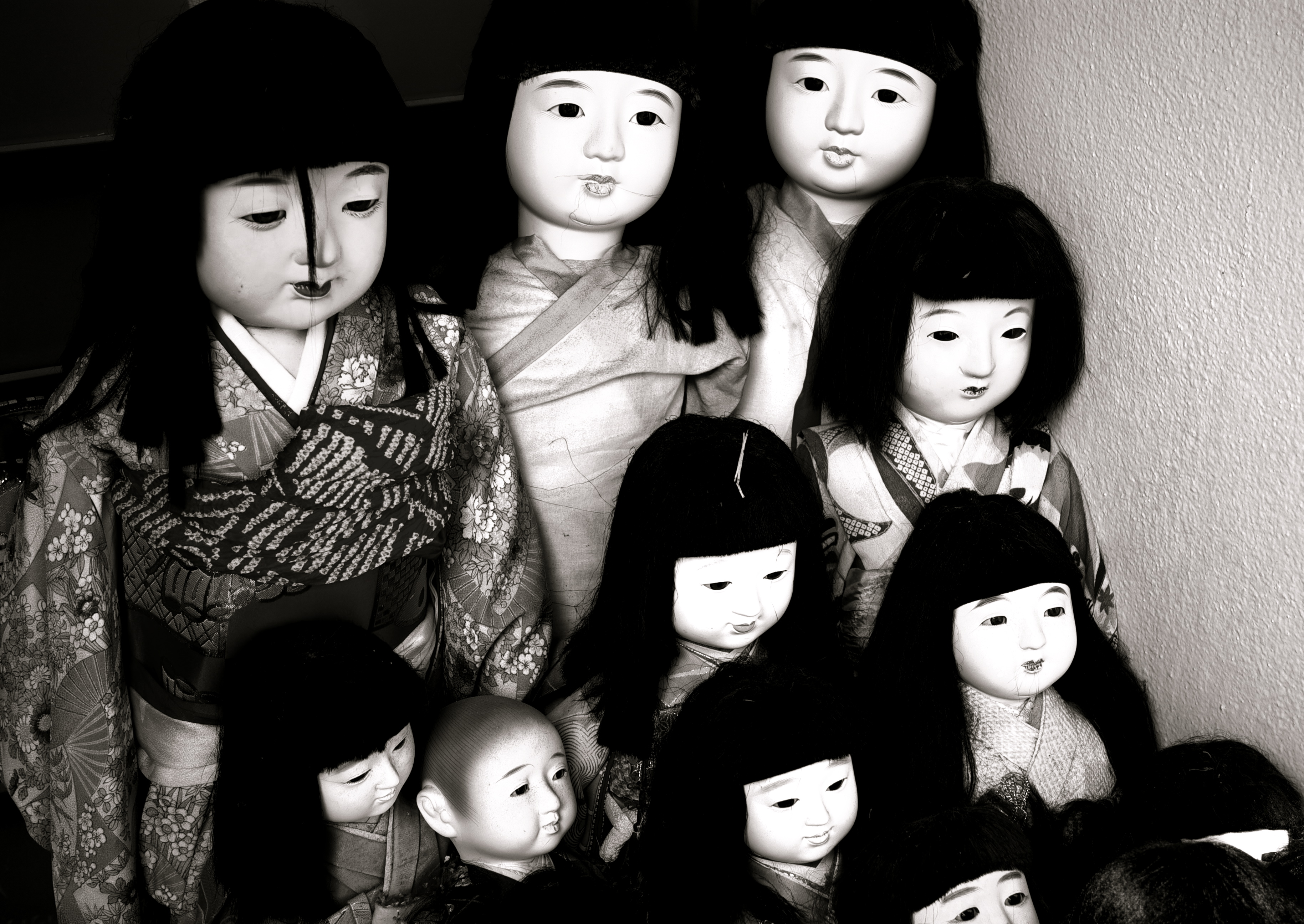
市松人形のいろいろ

市松人形（いちまつにんぎょう）とは、着せ替え人形の一種である。東人形、京人形とも呼ばれ、京阪地方では『いちまさん』の愛称で親しまれている。
桐塑または木でできた頭と手足に胡粉（ごふん、蛤粉ともいう）を塗り、おがくずを詰め込んだ布でできた胴につなげた人形で、裸の状態で売られ、衣装は購入者が作成する。
女児の遊び道具のほか、裁縫の練習台としても使用された。大きさは20cmほどの小さいものから80cmを超えるものまであるが、40cm前後のものが一般的である。女児の人形と男児の人形とがあり、女児の人形はおかっぱ頭に植毛が施され、男児の人形は頭髪が筆で描かれている。
市松人形の名前の由来としては、顔立ちが江戸時代中期の歌舞伎役者、佐野川市松に似ていたため市松人形と名付けられたという説、当時「市松」という子供が多かったので、子供の人形という意味合いで市松人形と呼ばれたという説、市松模様の衣装を着せて売られていたため、市松人形と名付けられたという説がある。
江戸で「人形」といえば市松人形を指すほどだったが、子供のおもちゃとしては壊れやすいことから、次第にセルロイド製の人形やソフトビニール製の人形に追われ、観賞用へと用途が変化していった。そのため、観賞用途で作られた市松人形には、着せ替えを行えないものもある。1927年、人形大使としてアメリカに贈られたことから、一時期人気が出たが、おもちゃとしての復権までには至らなかった。
現在市販されている市松人形は、ひな人形の脇に置かれるものとして、頭部が石膏、体がポリウレタンで作られたものが多い。このタイプは台座に固定された立像で、着せ替えができない。座りや着せ替えができるタイプは、専門の人形作家の手によって伝統工芸品として制作・販売されている。